# 尿瀦留
尿潴留（英語：或）又稱尿滯留、尿液滯留，是膀胱内尿液郁积而無法顺畅排出的狀況，最常見的原因是良性前列腺增生症。

## 定義、症狀與成因
通常人類的膀胱漲滿時可容納300至500毫升，但可以容納更多。排尿後餘尿應在百分之十以下；若排尿功能異常，以致餘尿過多，甚至完全無法排尿，則為尿瀦留。依症狀發生之緩急，可分為急性與慢性尿瀦留。
急性尿瀦留：突然完全無法排尿，膀胱不斷漲大，必須立即導尿。例如產婦分娩後偶有尿瀦留現象，留置尿管一到二星期即可復原。又如良性前列腺增生症患者，排尿已經很困難，如果又服用影響膀胱收縮的藥物（如感冒、鼻塞常用的抗組織胺藥），就可能造成膀胱「罷工」。也有部份患者是因為神經通路受阻，如中風或脊髓受傷。
慢性尿瀦留：初期感覺尿流細小、滴瀝不止、尿完仍有殘尿感，繼而頻尿、殘尿越來越多，膀胱也越來越大，最後彈性疲乏，容積可超過1公升。由於長期餘尿，兩側腎臟的尿液無法正常流入膀胱，也會導致雙側腎積水。

## 鑑別診斷
有一些疾病的症狀和尿瀦留相似，但治療方式大為不同，必須加以鑑別。例如膀胱炎或下段輸尿管結石也會頻尿且有殘尿感。

## 檢查
初步觸診可見膀胱脹大，下腹部壓痛；扣診時濁音代表充滿液體。超音波與腹部X光可見膀胱充盈，並藉此診斷有無尿路結石。尿液檢查可鑑別有無血尿或膀胱炎。
症狀的嚴重程度可參見經尿道前列腺切除術#手術前評估。尿路動力學檢查可協助醫師了解膀胱的容積與收縮力，作為治療的參考。

## 治療
- 急性尿瀦留首要讓尿液導出，即為導尿。若是前列腺增生太厲害，無法從尿道插入尿管時，可以從恥骨上方穿刺，導出尿液，稱為膀胱造瘻術。

- 針對病因，施以相應的療法。
  - 產後尿瀦留，留置尿管兩星期應可恢復；
  - 若是中風所致，經醫師評估需復健六個月以上者，應考慮膀胱造瘻術，以降低感染的機率；
  - 良性前列腺增生症的患者，先以導尿和服藥處理，效果不彰時再考慮經尿道前列腺切除術。

- 骶神经调节（SNM）是治疗非梗阻性尿潴留患者提供了一条崭新的途径，通过植入神经调控系统（膀胱起搏器）调节传入神经通路，达到改善症状的目的。